# Фридрих Хайнрих Ойген фон Анхалт-Десау
Фридрих Хайнрих Ойген фон Анхалт-Десау (на немски: Friedrich Heinrich Eugen von Anhalt-Dessau; * 27 декември 1705 в Десау; † 2 март 1781 в Десау) от род Аскани е принц на Анхалт-Десау, пруски генерал-майор и саксонски фелдмаршал.
Той е четвъртият син на пруския генерал-фелдмаршал княз Леополд I фон Анхалт-Десау (1676 – 1747) и съпругата му имперска графиня Анна Луиза Фьозе (1677 – 1754). 
Ойген влиза през 1717 г. на дванадесет години в пруската войска. Крал Фридрих II го прави на 7 септември 1740 г. генерал-майор. Между двамата възникват конфликти и на 8 януари 1744 г. той е освободен от службата му.
Ойген служи след това в австрийската войска при принц Карл Лотарингски на Рейн. През юни 1746 г. той е като генерал-лейтенант на курсаксонска служба, през февруари 1749 г. е гувернатор на Витенберг, 1754 г. саксонски генерал на кавалерията.
През началото на Седемгодишната война той попада в пруски плен. През януари 1775 г. той е фелдмаршал на Курфюрство Саксония.
Ойген умира неженен и без деца. В негова памет се построява пирамиден гроб в дворцовата градина в Десау. През 1934 г. ковчегът му е преместен в княжеската гробница в църквата Мария.